# Euthycera morio
Euthycera morio är en tvåvingeart som först beskrevs av Mayer 1953.  Euthycera morio ingår i släktet Euthycera och familjen kärrflugor.
Artens utbredningsområde är Österrike. Inga underarter finns listade i Catalogue of Life.